# Stokkem VV
Stokkem VV, voluit Stokkem Vlug en Vrij is een Belgische voetbalclub uit Stokkem. Het is een van de oudste clubs van Limburg. Opgericht in 1923 draagt de club het stamnummer 332. 
Hoogtepunt in de geschiedenis is de periode begin jaren 1960. De club speelde in de hoogste Limburgse afdeling en stootte in de Beker van België door tot de ronde waar de eersteklassers in de trommel kwamen. Na strafschoppen moest Stokkem VV echter de duimen leggen tegen eerste nationaler FC Malinois.

## Beginjaren
Oorspronkelijk startte het clubvoetbal in Stokkem in 1914 toen enkele studenten een liefhebbersvoetbalploeg oprichtte onder de naar 'De Star'. Stichters van weleer waren Henri Nelis, Raymon Martin en Jozef Willems. Na enkele jaren doofde de ploeg uit om vervolgens in 1923 te verrijzen onder de naam 'De Mijnwerkers' o.l.v. Frans Meert, Leon Leenders, Louis Gilissen en Nic Conings. 
Al vlug veranderde de naam naar 'Stokkem Vlug en Vrij' waarna de club zich in augustus van hetzelfde jaar aansloot bij de Koninklijke Belgische Voetbalbond. Op 18 december 1926 verkreeg het stamnummer 332.

## Koninklijke titel
In 1949 vroeg de club naar aanleiding van een meer dan 25 jarig bestaan de titel ban 'Koninklijk' aan.  De toenmalige koningskwestie zorgde er echter voor dat het paleis de titel 'Koninklijk' voorlopig niet kon verlenen. Het toekennen van de titel sleepte enkele jaren aan maar op 23 juni 1951 was het eindelijk zover. Toenmalig secretaris Maurice Volders maakte aan de voetbalbond de nieuwe benaming van de club over, Koninklijke Voetbalvereniging Vlug & Vrij Stokkem.